# Afrochthonius natalensis
Espèce
Afrochthonius natalensis est une espèce de pseudoscorpions de la famille des Pseudotyrannochthoniidae.

## Distribution
Cette espèce est endémique d'Afrique du Sud. Elle se rencontre vers le col de Van Reenen.

## Étymologie
Son nom d'espèce lui a été donné en référence au lieu de sa découverte, le Natal.

## Publication originale
- Beier, 1931 :  Zur Kenntnis der Chthoniiden (Pseudoskorpione). Zoologischer Anzeiger, vol. 93, p. 49-56.